# Wallerfield
Wallerfield es una localidad de Trinidad y Tobago, que forma parte de la región de Tunapuna-Piarco.

## Geografía
La localidad abarca parte de la isla Trinidad y limita al norte con Valencia, al sur con San Raphael-Brazil (localidad perteneciente a la región de Couva-Tabaquite-Talparo), al este con Valencia y Cumuto (ambas localidades pertenecientes a la región de Sangre Grande) y al oeste con Heights of Guanapo, Pinto Road, Santa Rosa Heights, Tumpuna Road (localidad perteneciente al borough de Arima), La Horquetta y Tumpuna Road.

## Demografía
Datos demográficos de la localidad de Wallerfield:
| Gráfica de evolución demográfica de Wallerfield entre 2000 y 2011 |
|                                                                   |